# Homalura sarudnyi
Homalura sarudnyi är en tvåvingeart som beskrevs av Becker 1910. Homalura sarudnyi ingår i släktet Homalura och familjen fritflugor. Inga underarter finns listade i Catalogue of Life.